# Sambo Creek
Sambo Creek es una tradicional villa Garífuna, se encuentra ubicada 15 kilómetros al este de La Ceiba a orillas del mar Caribe (que forma parte del océano Atlántico), en la costa norte de Honduras. La feria anual se realiza en junio. Sambo Creek es una villa muy visitada por turistas que buscan conocer la cultura garífuna, su música y comida, pasear y tomar fotografías a lo largo de sus bellas playas. Cuenta también con otra atracciones cercanas como aguas termales, Canopyy y también tours para visitar los Cayos Cochinos.
Población: 8,000 personas.
Mezcla étnica: 85 % Garífuna, 15 % Mestizo.
Entre sus representantes más destacados se encuentran el futbolista Milton Nuñez y el velocista olímpico Rolando Palacios.
Hay 4 hoteles en las cercanías a la villa de Sambo Creek, La Delphina Bed and Breakfast Bar and Grill Hotel Palma Real, el Hotel Helena y el Hotel Canadiense.
- Datos: Q7409064